# Trichocyty
Trichocyty jsou specializované epiteliální buňky savců. Jedná se o buňky, které exprimují keratinové proteiny a dávají tím vzniknout kožním derivátům, tedy vlasům, chlupům a nehtům. Keratin, který je těmito buňkami produkován, obsahuje hodně cysteinu. Ten dává proteinům, ve kterých se vyskytuje, schopnost snadno vytvářet proteinové sítě, které mají ve výsledku charakter velmi pevného a tvrdého materiálu, který je charakteristický pro strukturu vlasů a nehtů. Z trichocytů také vznikají nekeratinizované produkty, a sice buňky vnitřních kořínkových pochev (IRSC, inner root sheat cell).